# Amt (Tyskland)
 For alternative betydninger, se Amt (flertydig). (Se også artikler, som begynder med Amt)
Et amt (tysk: Amt, flertal: Ämter) er i Tyskland en administrativ inddeling man bruger i delstaterne Slesvig-Holsten, Mecklenburg-Vorpommern og Brandenburg. Andre tyske områder har tidligere brugt opdelingen. Nogle delstater har lignende administrative områder, men med andre navne : Samtgemeinde i Niedersachsen, Verbandsgemeinde i Rheinland-Pfalz) og Verwaltungsgemeinschaft i  Baden-Württemberg, Bayern, Sachsen, Sachsen-Anhalt, Thüringen.
Der var i 2005 119 amter i Slesvig-Holsten, 79 amter i Mecklenburg-Vorpommern og 54 amter i Brandenburg.
Et amt, såvel som de andre ovenfornævnte betegnelser er en underopdeling af enheden Landkreis, og amtet er igen opdelt i kommuner. Normal består et amt af meget små kommuner; større kommuner hører ikke under et amt og bliver kaldt amtsfrie byer eller kommuner.